# 格奧爾基·達米揚諾夫村

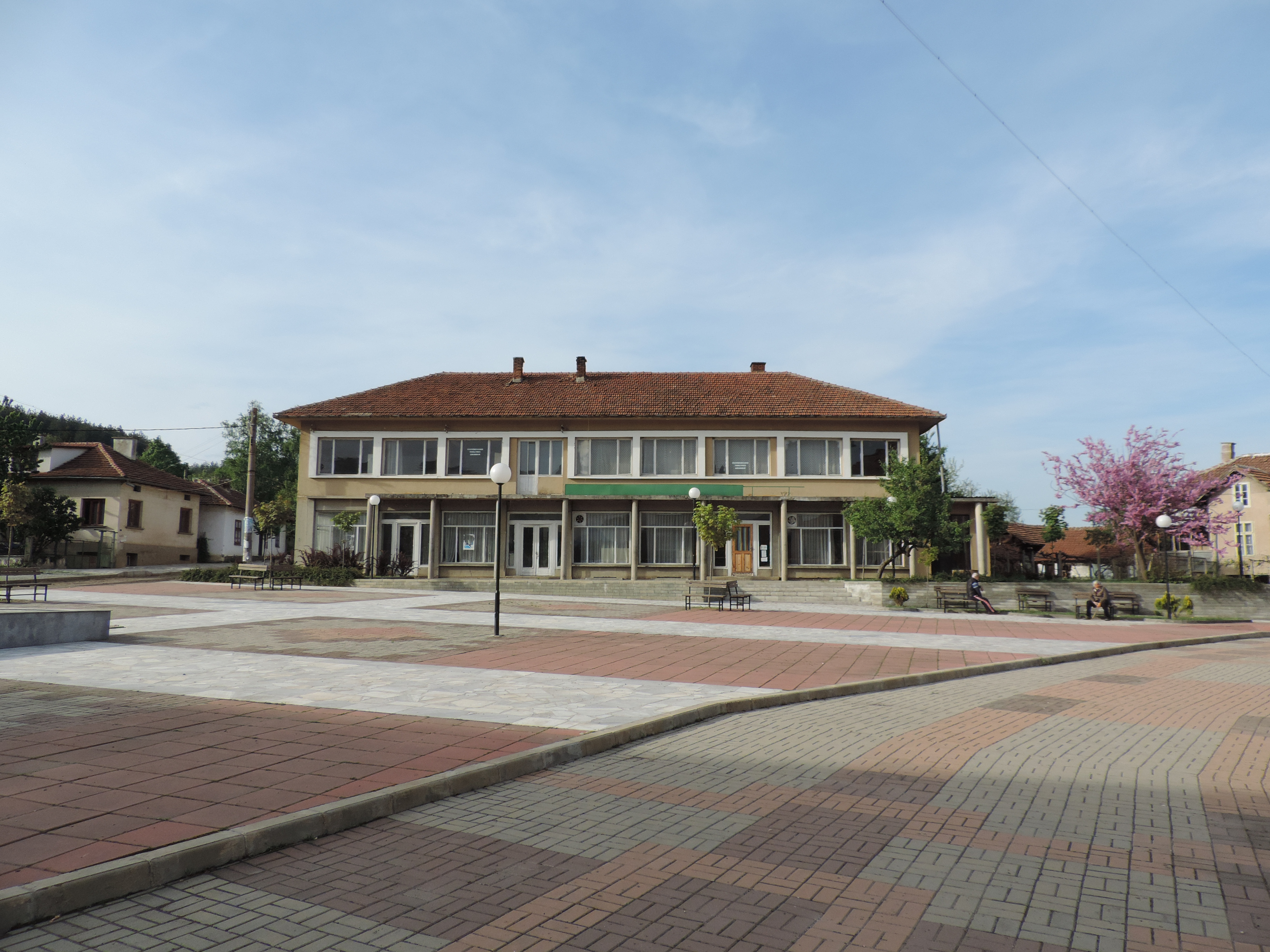
村中心

格奧爾基·達米揚諾夫村，是保加利亞西北部蒙塔納州格奧爾基·達米揚諾夫市鎮的村庄及行政中心。面積12.18平方公里，海拔高度464米，2015年人口432，人口密度每平方公里35.47人。
该村位于西巴尔干山脉的山脚下，奧戈斯塔河从附近流过，距离蒙塔納20公里，距离索菲亞136公里。村子原名为洛普什纳，为纪念在此出生的政治家格奥尔基·达米扬诺夫而改为现名。本地的社区文化中心开放于1899年。该地区自罗马时代起就以淘金而知名。现今在奧戈斯塔河的沙子里还含有微量黄金。